# Порт-Сент-Луси
Порт-Сент-Луси (англ. Port St. Lucie) — город, расположенный в округе Сент-Луси (штат Флорида, США) с населением 164 603 человека по переписи 2010 года.

## География
По данным Бюро переписи населения США Порт-Сент-Луси имеет общую площадь в 298,498 км², из которых 295,138 км² занимает земля и 3,359 км² — вода. Площадь водных ресурсов составляет 1,12 % от всей его площади.
Город Порт-Сент-Луси расположен на высоте 5 метров над уровнем моря.

## Демография
| Год переписи                             | Нас.   |       | %±      |
| ---------------------------------------- | ------ | ----- | ------- |
| 1970                                     | 330    |       | —       |
| 1980                                     | 14690  |       | 4351,5% |
| 1990                                     | 55761  |       | 279,6%  |
| 2000                                     | 88769  |       | 59,2%   |
| 2010                                     | 164603 |       | 85,4%   |
| 2014                                     | 174110 | [ 6 ] | 5,8%    |
| 1970–2014 Источники: 1970 1980-2000 2010 |        |       |         |

По данным переписи населения 2010 года в Порт-Сент-Луси проживало 164 603 человек, 45 018 семей, насчитывалось 60 902 домашних хозяйств. Средняя плотность населения составляла около 557,7 человек на один км².
Расовый состав Порт-Сент-Луси по данным переписи: 122 289 (74,29 %) — белых, 26 898 (16,34 %) — чёрных или афроамериканцев, 3267 (1,98 %) — азиатов, 627 (0,38 %) — коренных американцев, 114 (0,07 %) — выходцев с тихоокеанских островов, 6433 (3,91 %) — других народностей, 4975 (3,02 %) — представителей смешанных рас. Испаноязычные или латиноамериканцы составили 30 250 человек или 18,38 % от всех жителей.
Из 60 902 домашних хозяйств в 31,8 % — воспитывали детей в возрасте до 18 лет, 55,6 % представляли собой совместно проживающие супружеские пары, в 12,9 % семей женщины проживали без мужей, в 5,4 % семей мужчины проживали без жён, 26,1 % не имели семей. 35,8 % от общего числа семей на момент переписи жили самостоятельно, при этом 30 % составили одинокие пожилые люди в возрасте 65 лет и старше. Средний размер домашнего хозяйства составил 2,69 человек, а средний размер семьи — 3,08 человек.
Население по возрастному диапазону по данным переписи 2010 года: 40 242 человека (24,45 %) — жители младше 18 лет, 12 423 человека (7,55 %) — от 18 до 24 лет, 18 843 человека (11,45 %) — от 25 до 34 лет, 35 805 человек (21,75 %) — от 35 до 49 лет, 31 276 человек (19 %) — от 50 до 64 лет и 26014 человек (15,8 %) — в возрасте 65 лет и старше. Средний возраст жителей составил 39,8 года. На каждые 100 женщин в Порт-Сент-Луси приходилось 94,6 мужчин, при этом на каждые сто женщин 18 лет и старше приходилось 91,5 мужчин также старше 18 лет.